# Polygonatum oppositifolium
Polygonatum oppositifolium là một loài thực vật có hoa trong họ Măng tây. Loài này được (Wall.) Royle miêu tả khoa học đầu tiên năm 1839.